# جشن‌ها و عیدها در مصر

## سالگردها و جشن‌های دینی
- آغاز سال هجری، یکم ماه محرم، هجرت محمد، پیامبر اسلام از مکه به مدینه
- زادروز محمد، ۱۲ ماه ربیع‌الاول.
- آیین‌های عید فطر، پایان ماه رمضان.
- عید فطر. ۳-۱ ماه شَوال.
- عید قربان. نهم ذی‌الحجه.

## تعطیلات رسمی در جمهوری مصر
- روز آزادی صحرای سینا: ۲۵ آوریل
- روز کارگر: یکم ماه مه.
- شم‌النسیم: دوم ماه مه. جشن بهاری.
- انقلاب ۲۳ ژوئیه: بیست‌وسوم ژوئیه.
- روز نیروهای مسلح: ششم اکتبر.
- زادروز عیسی مسیح: ۷ ژانویه.

## جشن‌های مصری
- روز آغاز طغیان آب روز نیل (به عربی: وفاء النیل)، از جشن‌های فرعونی.
- جشن حنابندان برای عروس‌ها
- جشن هفت‌سالگی کودکان.
- آغاز سال میلادی: یکم ژانویه.
- جشن نیروز یا همان نوروز نزد قبطیان